# Aphis glycines
Espèce
Aphis glycines (le puceron du soja) est une espèce d'insectes hémiptères de la famille des Aphididae, originaire d'Asie.
Le cycle de vie de ce puceron se déroule sur deux types de plantes, des arbustes du genre Rhamnus (hôtes primaires) et le soja (Glycine max), hôte secondaire.
C'est un insecte ravageur des cultures de soja, tant directement par les piqûres et les prélèvements de sève qui affaiblissent la plante, pouvant entraîner de fortes baisses de rendement en cas de pullulation, qu'indirectement par son rôle de vecteur dans la transmission de divers virus, dont le virus de la mosaïque du soja.